# オットー (バレンシュテット伯)
オットー・フォン・バレンシュテット（Otto von Ballenstedt, 1070年 - 1123年2月9日）は、アスカニア家のバレンシュテット伯。一時期ザクセン公を名乗った（1112年）。
オットーはバレンシュテット伯アーダルベルト2世とアーデルハイト・フォン・ヴァイマル＝オーラミュンデの間の息子である。オットーは長男として父アーダルベルトよりアスカニア家の領地を継承した一方、弟ジークフリートは母方のヴァイマル＝オーラミュンデ伯領を継承し、さらに義父ライン宮中伯ハインリヒ2世（母アーデルハイトの再婚相手）が死去した後は、ライン宮中伯位も継承した。オットーは最初のブランデンブルク辺境伯となったアルブレヒト熊公の父である。

## 生涯

### 出自

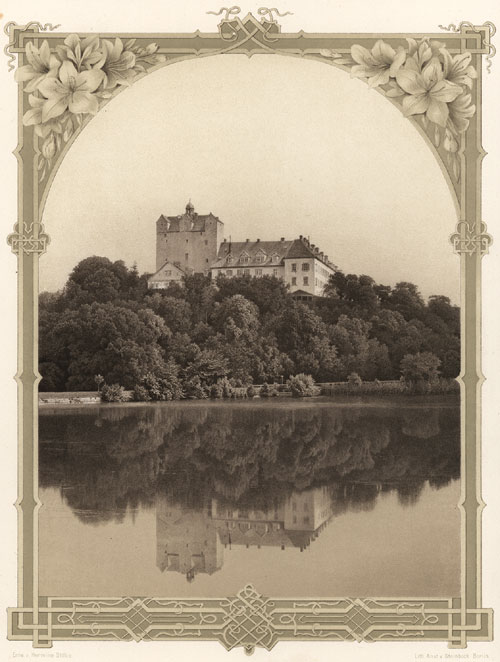
アスカニア家の居城であったバレンシュテット城

アスカニア家はもともと東ザクセンのシュヴァーベンガウを本拠地としていた。このため、ザクセンシュピーゲルではそこに定住したスエビ族の貴族の末裔とされている。同時代の記録にあらわれる最初のアスカニア家の人物は、伯爵のエジコであり、1036年10月26日に皇帝コンラート2世がティレダ宮中伯領で発行した特許状において言及されている。エジコはオストマルク辺境伯ホド1世（993年没）の外孫と考えられており、伯父ジークフリート（1030年頃没）の死後にその家領の一部、シュヴァーベンガウおよびゼリムントガウを相続したとみられる。

### バレンシュテット伯およびザクセン公
オットーは1083年の記録にはじめて見られることから、遅くともこの年までには誕生していたとみられる。しかし、オットーは1080年頃に父アダルベルトがエゲノ2世・フォン・コンラーツブルクに暗殺された時にバレンシュテット伯領を継承していた。1083年から1123年にかけての14の記録により、アスカニア家に関する情報を得ることができるが、父アダルベルトが実際にバレンシュテット伯と呼ばれていたかは不明で、この称号が初めて見られる1106年の記録におけるバレンシュテット伯はオットーのことである。1073年にハインリヒ4世が発行した特許状によると、アダルベルトがバレンシュテットにおける「伯の権利」を持っていたことが確認できる。
オットーは1094年頃に、ザクセン公マグヌスの娘アイリカ（1080年頃 - 1142/3年）と結婚した。1106年にアイリカの父マグヌスが死去したことにより、ザクセン公位を保持していたビルング家の男系が断絶し、ビルング家の所領の一部がアスカニア家のものとなった。このビルング家の遺領により後にザクセンを巡ってヴェルフ家とアスカニア家との間で紛争が起こり、息子アルブレヒト熊公は生涯ハインリヒ獅子公と対立することになる。この遺領にどこが含まれていたかははっきりしていないが、ベルンブルク、ハレおよびヴァイセンフェルス付近が含まれていたと考えられている。ザクセン公位はマグヌスの2人の婿（オットーおよびハインリヒ黒公）ではなく、ロタール・フォン・ズップリンブルクのものとなった 。
1112年、ハインリヒ5世はロタール・フォン・ズップリンブルクからザクセン公位を取り上げ、オットーに与えるとした。こうしてオットーは帝国内で最も高位の諸侯の一人となった。しかし、数か月後にハインリヒ5世はロタールと和解し、ザクセン公位はロタールに戻されたため、オットーがザクセン公であったのは非常に短い間であった。

### 東への遠征

バレンシュテット伯の紋章

1108年、スラヴ十字軍に参加し、オットーは東エルベ地域を帝国に再び組み込もうとする貴族勢力に加わった。恐らくオットーはエルベ川対岸までアスカニア家の領地を拡大しようとしたとみられ、ゲルツケ周辺までのフレーミング丘陵において優位性を保持していたことがうかがえる。1115年2月11日、皇帝ハインリヒ5世の軍とザクセン軍との間で、ヘットシュテット近くのヴェルフェスホルツで戦いが勃発した。オットーはこの戦いに向かう途上、スラヴ人がエルベ川を渡ってきているという知らせを受けた。そこでオットーらは目標を変更し、1115年2月9日にケーテン近くで略奪を行っていたスラヴ軍を倒した。この戦いで得たツェルプストガウにより、アスカニア家はハーフェル川中流域のヘフェル人の領地と隣接することとなった。
ヘフェル人の族長プリビスラフ＝ハインリヒはこの時すでにキリスト教の洗礼を受けており、オットーはプリビスラフに対してアスカニア家とより密接なかかわりを持つよう促した。この関係はプリビスラフに経済的利益だけでなく政治的安定をももたらした。オットーとプリビスラフとの密接なかかわりにより、血縁上の嗣子がいなかったプリビスラフは、オットーの息子アルブレヒトを後継者に指名し、最終的にアルブレヒトの長男オットー1世（プリビスラフが代父であった）が継承し、アスカニア家のブランデンブルク辺境伯領の発展につながった。

### オットーの死
1123年、オットーの死の少し前に、オットーと息子アルブレヒトは聖パンクラティウス・聖アブンドゥス修道院をベネディクト会修道院に変えた。オットーはこの教会に葬られたが、この修道院は後に城となった。

## 子女
アイリカ・フォン・ザクセンとの間に、1男1女をもうけたとみられる。
- アルブレヒト1世（熊公）（1100年頃 - 1170年）- 初代ブランデンブルク辺境伯（1157年 - 1170年）
- アーデルハイト - ノルトマルク辺境伯ハインリヒ4世と結婚、ヴェルナー3世・フォン・フェルトハイムと再婚[10]